# Gungywamp

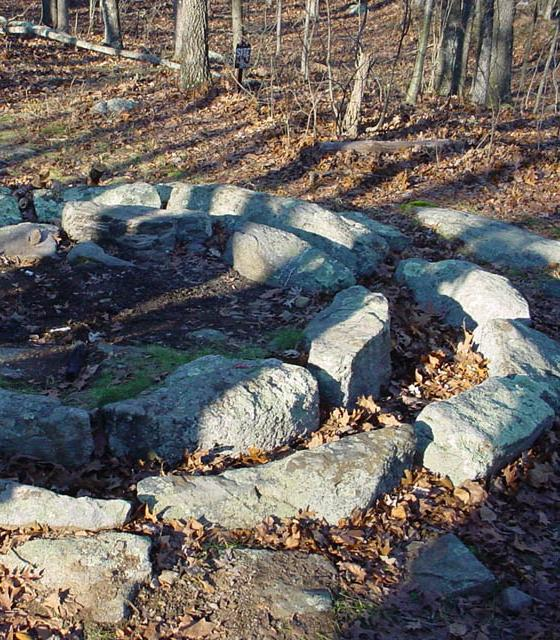
Kamienny krąg

Gungywamp – stanowisko archeologiczne znajdujące się w miejscowości Groton w Stanach Zjednoczonych. Dzieli się ono na dwie odrębne części zwane kompleksem południowym i północnym. Oba kompleksy zajmują łącznie 40 ha i zawierają m.in. megality, wały ziemne i kamienne struktury wzniesione zarówno przez rdzennych mieszkańców Ameryki, jak i przez europejskich kolonizatorów.

## Charakterystyka

### Kompleks północny
Kompleks położony jest wśród wysokich klifów, niewielkich wzgórz i mokradeł. W przeciwieństwie do kompleksu południowego nie zawiera zbyt wielu struktur. W większości są to kamienne kopce, megality oraz jamy. Położenie oraz rozmieszczenie obiektów wskazuje, że miejsce pełniło funkcję obrzędową i poświęcone było Księżycowi. Ważną rolę pełniły w nim kopce, których jest aż siedemnaście. Ich kształty oraz rodzaje kamieni sugerują, że były wznoszone przez różnych ludzi.

### Kompleks południowy
Kompleks położony jest na niewielkich wzniesieniach i występach skalnych. Od wschodniej strony otoczony jest przez mokradła, a od zachodniej przez wysokie klify. Północne i południowe krańce zajmują lasy i niewielkie wzgórza.
Południowa część Gungywamp nie została zbyt gruntownie udokumentowana, dlatego badacze nadal odnajdują tam resztki ruin i kamienne kopce. Wśród znanych pozostałości znajduje się ceremonialny obszar poświęcony Księżycowi, składający się m.in. z dwóch kamiennych rzędów oraz kopców. Z kolei część poświęcona słońcu składa się z dwóch kamiennych pomieszczeń oraz kręgu. Nieco na uboczu znajdują się jeszcze dwie inne izby, które prawdopodobnie także są częścią tego obszaru.
Niektórzy archeolodzy uważają, że podwójny kamienny krąg mający symbolizować słońce, to w rzeczywistości pozostałość młyna, jednakże datowanie radiowęglowe wykazało, że został on wzniesiony przez rdzennych Amerykanów około 455 roku n.e. Jego powstanie zbiegło się w czasie z powstaniem tzw. „komnaty wyroczni” w Amerykańskim Stonehenge. Obie konstrukcje stanowią szczytowe osiągnięcie kultur budowniczych kopców ze Wschodniego Obszaru Leśnego. Odprawiane w kręgu rytuały miały według wierzeń pomóc słońcu wznieść się w niebo, a następnie zejść do świata podziemi. Podobne ceremonie odprawiano ku czci Księżyca. Oba obrzędy były ze sobą powiązane i odbywały się w tym samym miejscu.
W kompleksie znajdują się także co najmniej cztery kamienne kopce pełniące funkcje symboliczne. W ich pobliżu ustawione zostały rzędy kamieni, pomiędzy którymi znajdują się małe przestrzenie symbolizujące niszę lub duchowy portal. Rozmieszczenie kopców i kamieni w trójkątnym układzie sugeruje, że chronione je w ten sposób przed ingerencją nieproszonych duchów. Symbol trójkąta był bowiem powszechnie wykorzystywany przez kultury zamieszkujące północno-wschodnie regiony Ameryki. Funkcję ochronną pełniły również kwarce umieszczane na kamiennych kopcach, które miały zatrzymywać złe duchy. Podobne zadanie miały prawdopodobnie megality ustawione w kształt trójkąta wokół kamiennego kręgu.
Na całym obszarze kompleksu znajdują się również nieregularne kamienne mury, których przeznaczenie pozostaje nieznane ponieważ, nie tworzą żadnego wzoru i mają niewiele kątów prostych.
Badania archeologiczne wykazały, że rdzenni Amerykanie zasiedlali tereny Gungywamp od blisko 4000 lat, jednak odnaleziono również ślady osadnictwa europejskich kolonizatorów, którzy pojawili się tu w XVIII wieku. Wśród odkrytych artefaktów znalazły się m.in.: groty strzał, kamienne łupki i fragmenty ceramiki. Nie odnaleziono natomiast żadnych rzeczy związanych z kamiennymi izbami, które wskazywałyby na ich przeznaczenie. Ponadto sama data ich powstania także pozostaje nieustalona. Możliwe, że zostały wzniesione przez rdzenną ludność lub niewolników w czasach kolonialnych, jednak najprawdopodobniej jest to dzieło Europejczyków amerykańskiego pochodzenia. W latach 60. XX wieku pojawiły się sugestie, że przypominają one konstrukcje ze średniowiecznej Irlandii, a ich twórcami mieliby być irlandzcy mnisi. To z kolei stanowić miało dowód na europejskie osadnictwo w Ameryce Północnej na długo przed odkryciami Kolumba. Nie znaleziono jednak nigdy żadnych artefaktów mogących w jakikolwiek sposób potwierdzać te rewelacje.